# Caught in a Moment
"Caught in a Moment" é uma canção do girl group britânico Sugababes, Foi lançado no Reino Unido em 23 de agosto de 2004 como o quarto e último single do terceiro álbum de estúdio Three (2000). A música foi escrita pelas integrantes do grupo em colaboração com Karen Poole, Marius De Vries e sua produtora Jony Rockstar. "Caught in a Moment" é uma e uma balada de R&B e soul downtempo, apoiada por um arranjo musical de orquestra e contém letras emotivas que exploram conceitos de melancolia e esperança. A faixa recebeu críticas mistas dos críticos de música que eram ambivalentes em relação a balada.
Após o lançamento, a música tornou-se o quarto hit consecutivo do top-10 do grupo no UK Singles Chart, enquanto internacionalmente atingiu a posição dentro dos quarenta dos charts da Irlanda, Hungria e Holanda. O videoclipe, que é em preto e branco, foi dirigido por Howard Greenhalgh e apresenta as silhuetas das Sugababes atrás de uma tela grande. Para promover "Caught in a Moment", o trio se apresentou no Bristol International Balloon Party e como parte das set lists para as suas turnês em apoio ao Taller in More Ways (2005), Overloaded: The Singles Collection (2006) e Change (2007).

## Antecedentes e composição
Em 2003, as Sugababes começaram a trabalhar em músicas para o terceiro álbum de estúdio Three (2003). Elas escreveram e gravaram material em vários países ao redor do mundo enquanto se apresentavam em festivais como o Liverpool Summer Pops. "Caught in a Moment" foi escrito pelas integrantes do trio Keisha Buchanan, Mutya Buena e Heidi Range-em colaboração com Karen Poole, Marius De Vries e seu produtor, Jony Rockstar. Pete Craigie gravou os vocais do grupo enquanto Tom Elmhirst mixava a música; Ambos os músicos o projetaram. "Caught in a Moment" é o quarto e último single do álbum, e foi lançado como CD single no Reino Unido em 23 de agosto de 2004. Aparece na trilha sonora do filme Wimbledon de 2004, e está incluído no álbum de grandes sucessos do grupo Overloaded: The Singles Collection.
"Caught in a Moment" é um balada de R&B e soul downtempo, Com uma produção semelhante a baladas anteriores do grupo como "Stronger" e "Too Lost in You". Ele foi composto na nota de Mi menor, usando o tempo comum com um ritmo de 72 batimentos por minuto e segue a progressão de acordes de Em-A-D. A instrumentação da música é fornecida por baixo, violão, percussão, piano, batidas, cordas, guitarra e contrabaixo. As cordas são agudas e a música é suportada por um ambiente de infusão eletrônica. "Caught in a Moment" contém letras emotivas que exploram conceitos de melancolia e esperança. Foi comparado com os trabalhos da banda feminina All Saints e do grupo musical inglês Massive Attack.

## Recepção

### Crítica
"Caught in a Moment" recebeu críticas mistas dos críticos de música. K. Ross Hoffman, do AllMusic, descreveu a música como "um montoado de melodia agitadas e com cordas" e recomendou como a balada destaca de Three. Dorian Lynskey, do The Guardian, elogiou a música como fantástica e destacou seu "desmaio profundo". Dan Gennoe do Yahoo! Music, escreveu que "Caught in a Moment" e "Too Lost in You" são lembretes de que os Sugababes "lidam com a melancolia trip-hop com a mesma confiança devastadora que o seu fã clube vive". Tim de Lisle do Daily Mail, reconheceu que, embora algumas partes não sejam originais, a música é bem sucedida através da sua "simplicidade colossal". De acordo com um crítico da Entertainment Ireland, "Caught in a Moment" é uma das três faixas do álbum que mostra o grupo "de voz funk e atitude bruta". Um escritor para Daily Record, o descreveu como um "número lento e pensativo" com sons sofisticados. Phil Udell, da revista Hot Press, chamou a música de uma balada elegante, enquanto Shane Murray da RTÉ.ie a descreveu como atmosférico.
A balada da música também foi um ponto focal para a crítica. Os escritores do London Evening Standard, escreveram que "em vez de varrê-lo com todos os olhos enevoados", como a balada "Too Lost in You", lançada anteriormente, "Caught in a Moment", deriva um pouco de forma inconseqüente". Kitty Empire do The Observer, foi desfavorável à natureza sonora e madura da música, questionando: "Quem quer que Sugababes cresça graciosamente, nas poses mini-Gabrielle como "Caught in a Moment"?, Um escritor de Virgin Media, criticou a balada por seus "truques" e seu cenário orquestal tão suave, elaborando: "Para uma banda que já colocou algum pop genuinamente nervoso e confiante, isso é inexcusávelmente inesquecível". Um crítico do The Scotsman, considerou "Caught in a Moment" como uma faixa de medíocre, enquanto Simon Price do The Independent. Anna Britten do Yahoo! Music, a classificou com cinco de dez estrelas e escreveu que "tem todas as características padrão de uma balada da MOR".

### Comercial
O primeiro gráfico que a canção apareceu foi na edição de 26 de agosto de 2004 do Irish Singles Chart, onde foi estrelado e atingiu o pico no número 28. Posteriormente, tornou-se o segundo single de classificação mais baixa do grupo na Irlanda até à data. "Caught in a Moment" foi mais bem sucedido no UK Singles Chart, onde estreou no número oito com vendas de 11.633 cópias e tornou-se o quarto hit consecutivo a está entre as dez maiores posições do Reino Unido. A música passou sete semanas no gráfico. Na Holanda, "Caught in a Moment" estreou no Dutch Top 40 no número 32 e depois atingiu o pico no número 30, enquanto estava no Mega Single Top 100, atingiu o número 46, Atingindo o número 38 no Hungarian Dance Chart e o número 56 nas paradas austríacas e suíças. A música passou nove semanas no German Singles, onde alcançou o número 71.

## Videoclipe

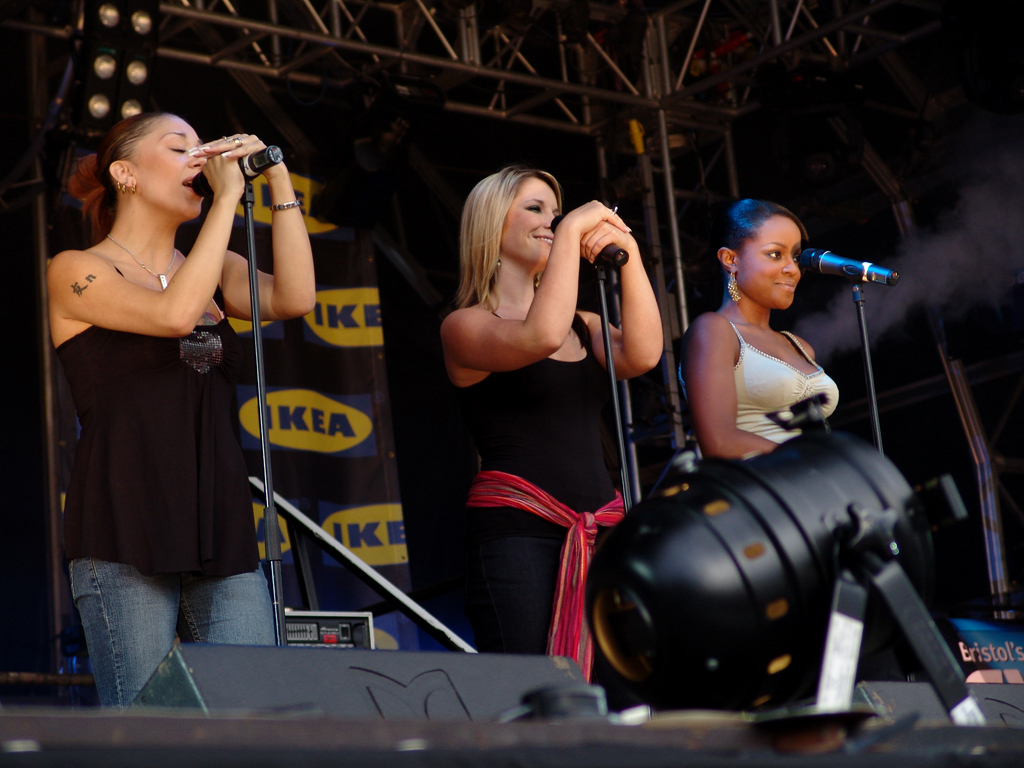
No videoclipe as silhuetas das Sugababes são mostradas à medida que se despiram e se envolvem em atos sexuais com homens.

O videoclipe de "Caught in a Moment" foi dirigido por Howard Greenhalgh e filmado em julho de 2004. Foi relatado que durante a filmagem, Buena, Buchanan e Range estavam enfrentando conflitos, recusaram-se a falar umas com as outras e só se comunicariam através de intermediários. De acordo com o jornal britânico Daily Star, "o gelado silêncio entre Mutya, Heidi e Keisha, fez um árduo trabalho da tarde". O vídeo é em preto e branco e apresenta Buena e Range em vestidos e Buchanan em uma peça com um casaco. Mais tarde, foi incluído no lançamento do DVD do grupo, Overloaded: The Videos Collection.
Durante o vídeo, as cantoras do grupo se despiram e beijaram um homem atrás de uma tela grande. As cenas mostram que são individualmente e em grupo e estão rodeados por grandes luzes que piscam várias vezes. No momento do lançamento, o clipe foi considerado um dos vídeos mais sexualmente sugestivos do grupo; Sky News o descreveu como "o mais explícito ainda com cenas que mostram as meninas se contorcendo, tirando a roupa e se beijando atrás das telas gigantes". Um crítico do Daily Record foi favorável ao vídeo e escreveu que "resume o apelo do público". Ele estreou e atingiu o pico de número 12 no gráfico de TV no Reino Unido.

## Performances ao vivo
As Sugababes cantaram "Caught in a Moment" em 12 de agosto de 2004 no Bristol International Balloon Festival, que é um dos maiores festivais de balões da Europa. A terceira formação da banda, composta por Buchanan, Range e Amelle Berrabah, performou "Caught in a Moment" na Prefeitura de Sheffield, em março de 2006, como parte de sua turnê em apoio ao disco Taller in More Ways (2005). De acordo com Dave Simpson do The Guardian, a performance sugeriu que Berrabah "poderia desencadear uma mudança improvável no soul" para o grupo. O trio cantou "Caught in a Moment" no 100 Club, London, em 3 de outubro de 2006, como parte de um show, que estava em promoção a coletânea Overloaded: The Singles Collection. Elas cantaram a música como parte da turnê Overloaded e cantaram sentadas em bancos no centro do palco. No que diz respeito ao seu desempenho em 13 de abril de 2007 na Wembley Arena de Londres, Ben Rawson-Jones da Digital Spy, comentou: "Sua beleza epifânica foi plenamente realizada com a natureza frágil e emotiva da voz de Heidi e o poderoso canto de Keisha". "Caught in a Moment" apareceu na set list da Change Tour. De acordo com o Kat Keogh do The Journal, o desempenho na Câmara de Newcastle "mostrou uma mudança confiável das princesas temperamentais do pop para a harmonia estilo Supremes".

## Faixas e formatos
| - CD1 single / digital download 1. "Caught in a Moment" – 4:23 2. "Caught in a Moment" (D-Bop Remix) – 5:34 | - CD2 single 1. "Caught in a Moment" – 4:23 2. "Conversation's Over" (Seção AOL) – 4:08 3. "Hole in the Head" (Seção AOL) – 3:34 |

## Desempenho nas tabelas musicais

### Paradas semanais
| Chart (2004)                          | Maior posição |
| ------------------------------------- | ------------- |
| Alemanha (Media Control AG)           | 71            |
| Áustria (Ö3 Austria Top 40)           | 56            |
| Hungria (Dance Top 40)                | 38            |
| Irlanda (IRMA)                        | 28            |
| Países Baixos (Dutch Top 40)          | 30            |
| Países Baixos (Mega Single Top 100)   | 46            |
| Reino Unido (Official Charts Company) | 8             |
| Suíça (Schweizer Hitparade)           | 56            |